# Alf Sjöberg
Alf Sjöberg (Estocolm, 21 de juny de 1903 - ibídem, 16 d'abril de 1980) va ser un director de cinema i de teatre suec.

## Biografia
Sjöberg va néixer en 1903, fill de C. E. Sjöberg e Elisabeth Wickberg. Va estudiar art dramàtic i entre 1923 i 1925 va ser alumne del Dramaten (Kungliga Dramatiska Teatern). Al mateix temps, va començar a treballar en la ràdio i al cinema com a actor i guionista. Va dirigir el seu primer drama cinematogràfic, Den starkaste, en 1929. Donada la limitada producció cinematogràfica sueca en aquest moment, no va tornar a rodar fins a 1940.
D'una manera molt diferent, en 1944 va dirigir Hets, amb guió de Ingmar Bergman. Hets es va difondre molt en guanyar la Palma d'Or al 1r Festival Internacional de Cinema de Canes el 1946. La pel·lícula va estar produïda pel director Victor Sjöström, encarregat en aquells dies de la productora nacional, Svensk Filmindustri. Després, va fer alguns films intimistes com Iris och löjtnantshjärta (1946) i un film naturalista, Bara en mor (1949).
Sjöberg va tornar a obtenir la Palma d'Or al 4t Festival Internacional de Cinema de Canes el 1951 per Fröken Julie, la qual va ser guardonada juntament amb Miracle a Milà de Vittorio de Sica. La pel·lícula va ser adaptació de l'obra La senyoreta Júlia d'August Strindberg. Posteriorment, el 1953, va dirigir Barabbas, basada en la novel·la del premi Nobel Pär Lagerkvist. La seva última pel·lícula, de 1969, Fadern, està basada en una altra obra de Strindberg, El pare.
Malgrat el seu èxit amb vint films, Sjöberg va ser, sobretot, un director de teatre en el Kungliga Dramatiska Teatern entre 1930 i 1980. En els anys quaranta ell va començar a dirigir obres teatrals i durant la seva carrera va dur a terme 138 muntatges tant d'obres clàssiques (Shakespeare, Molière, Ibsen, Strindberg) com a modernes (O'Neill, Brecht, García Lorca i A. Miller). En els anys seixanta, a més, Sjöberg va donar entrada a Brecht en el Dramaten (i en el teatre suec), gràcies a la visita que el propi Sjöberg va fer al Berliner Ensemble de Berlín uns anys abans. Sjöberg també va ser un pioner en el teatre suec per a la televisió.
Sjöberg va morir en un accident automobilístic quan es dirigia a un assaig en el Dramaten a Estocolm.

## Filmografia

### Com a actor
- Resan bort (1945)
- Ådalens poesi (1928)
- Ingmarsarvet (1925)

### Com a director
- Fadern (1969)
- Ön (1966)
- Domaren (1960)
- Sista paret ut (1956)
- Vildfåglar (1955)
- Karin Månsdotter (1955)
- Barabbas (1953)
- Fröken Julie (1951)
- Bara en mor (1949)
- Iris och löjtnantshjärta (1946)
- Resan bort (1945)
- Hets (1944)
- Kungajakt (1944)
- Himlaspelet (1942)
- Hem från Babylon (1941)
- Den blomstertid (1940)
- Med livet som insats (1940)
- Den starkaste (1929)

## Obres teatrals que va dirigir
- L'École des femmes de Molière (1980)
- Kollontaj d'Agneta Pleijel (1979)
- Les Corbeaux de Henry Becque (1978)
- Mäster Olof de August Strindberg (1972)
- La Mare Coratge i els seus fills de Bertolt Brecht (1965)
- El somni d'una nit d'estiu de Shakespeare (1956)
- Vildanden de Henrik Ibsen (1955)
- Romeu i Julieta de Shakespeare (1953)
- La mort d'un viatjant de Arthur Miller (1949)
- La senyoreta Júlia de August Strindberg (1949)
- John Gabriel Borkman de Henrik Ibsen (1947)
- Nit de Reis de Shakespeare (1946)
- Molt soroll per no res de Shakespeare (1940)
- Desire under the Elms d'Eugene O'Neill (1933)
- Stor-Klas och Lill-Klas de Gustaf af Geijerstam (1930)
- Markurells i Wadköping de Hjalmar Bergman (1930)